# Rallio
Rallio (o Rallio di Montechiaro) è una frazione del comune italiano di Rivergaro, in provincia di Piacenza.
Si trova a circa 5 km dal capoluogo comunale e a circa 21,5 km dal capoluogo provinciale Piacenza. Si raggiunge attraverso una strada comunale che si dirama dalla strada statale 45 di Val Trebbia dopo la località di Mulinazzo di Fabbiano.

## Geografia fisica
Rallio si trova sul crinale del colle di Montechiaro, ad una altitudine di 321 m s.l.m. , sul versante occidentale del monte Denavolo, conosciuto anche come monte San Francesco, rilievo di 702 m s.l.m posto sullo spartiacque tra la val Trebbia e la val Nure.

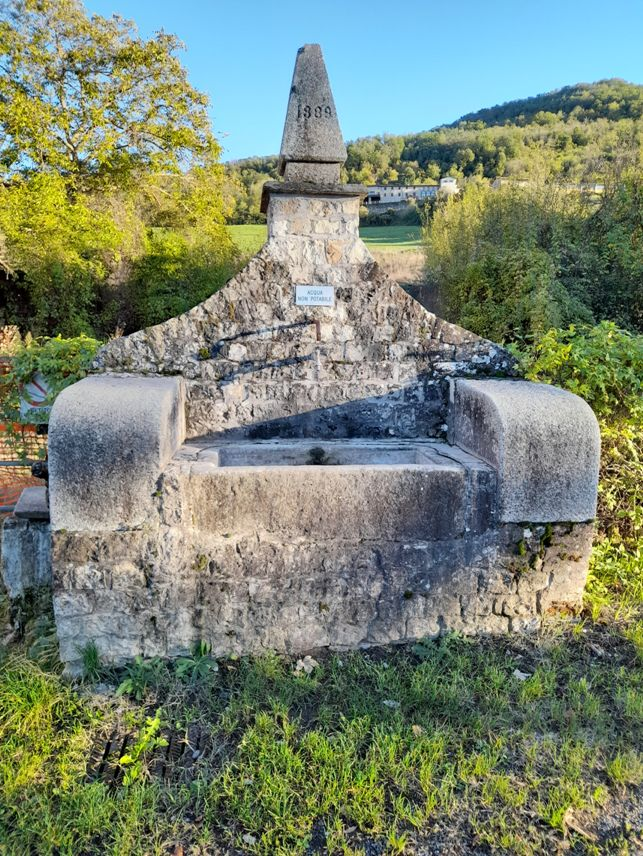
Fontana di Rallio di Montechiaro

Il territorio, diversamente dalle colline circostanti, si presenta ricco di falde acquifere e particolarmente fertile e vede la presenza di tre rii: il rio S. Michele (o rio Soprano), posto a nord del castello di Montechiaro, il rio degli Amadei, posto a sud del maniero, e il rio Fontana Cavalla, situato a meridione rispetto a Rallio.
Al margine degli abitati si sviluppano boschi cedui che si alternano a terreni agricoli separati tra loro da filari alberati, mentre all'aumentare della quota, fino alla cima del monte Denavolo, si trovano dei boschi di conifere, messi a dimora dopo la metà del XX secolo.

## Origine del nome
Il nome più antico di cui si ha notizia è Raglio citato in una pergamena del 1138 in cui si parla della chiesa di Sant'Ilario de Raglio. Nelle più antiche pergamene il nome di Rallio viene scritto anche come Raglo e Ragio; quest'ultimo è il più significativo in quanto, derivando dal latino radius, cioè raggio, indica i fuochi fatui generati dagli idrocarburi gassosi presenti sul territorio.
La presenza dei fuochi fatui dà origine anche al toponimo Montechiaro, attribuito al colle su cui si trovano il paese e il relativo castello e che compare per la prima volta nel 1312 all'interno della Chronica Placentina del Guarino, mentre in precedenza il fortilizio era stato indicato all'interno degli Annales Placentini di Giovanni Codagnello come Castrum Ralii.
Il nome Rallio è stato adottato poi in tempi successivi quando il vocabolo raglio passò a significare il verso degli asini che in precedenza, nel latino popolare medioevale, ragulavano.

## Storia

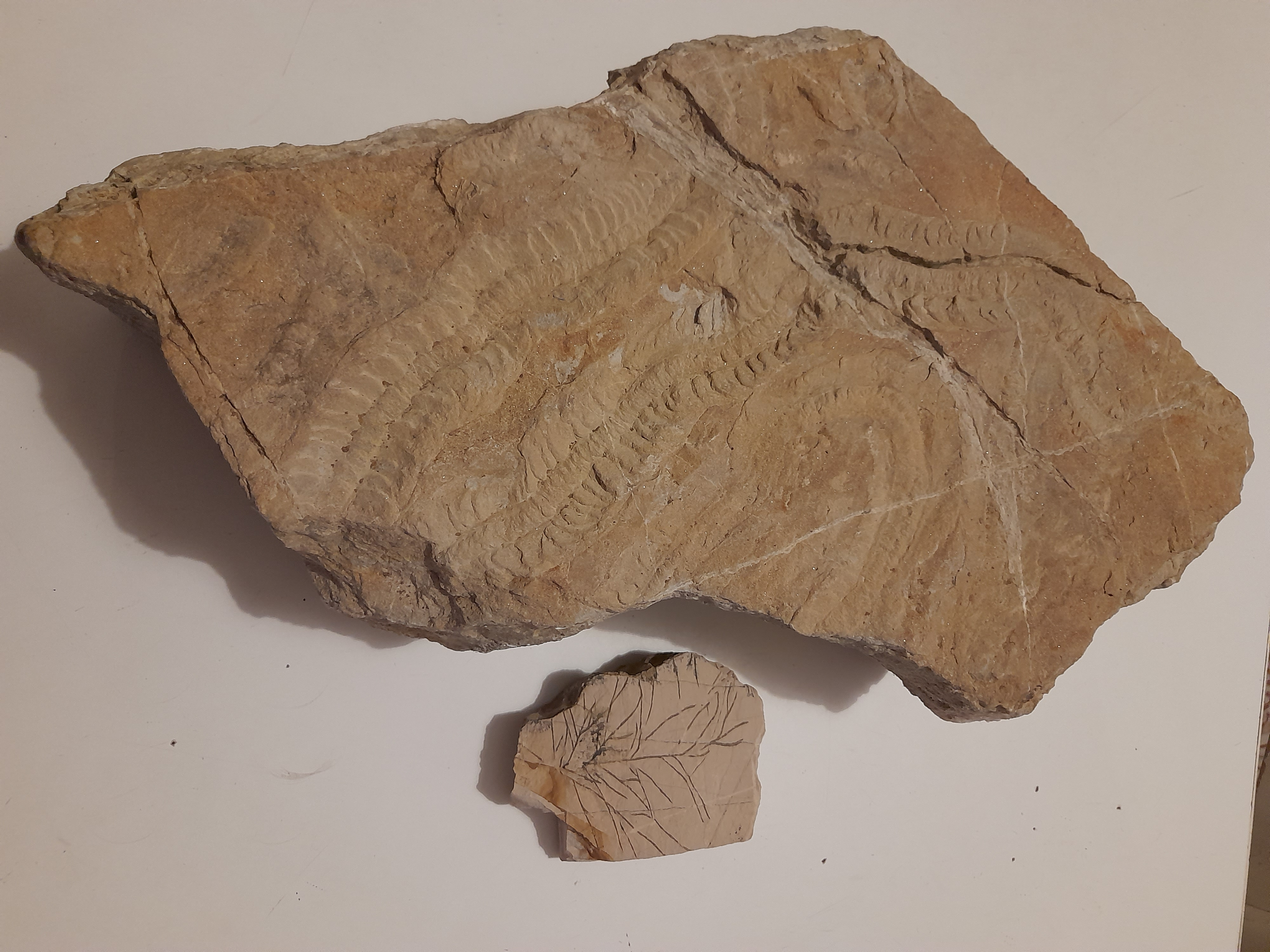
Icnofossili ritrovati nei pressi di Rallio

La zona di Montechiaro, così come gran parte della provincia di Piacenza fu originariamente coperta dal mare prima della formazione della catena Appenninica, avvenuta tra 30 e 16 milioni di anni fa a seguito della sovrapposizione tettonica di due grandi placche in movimento.. A testimonianza di ciò, nella val Trebbia si possono trovare icnofossili come Chondrites e triolobiti.

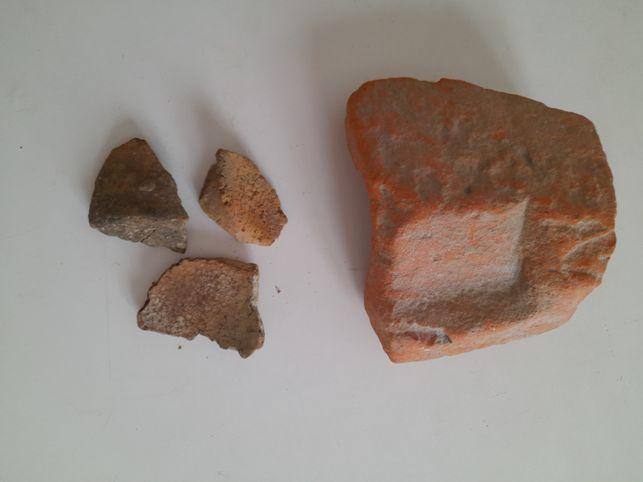
Frammenti di ceramiche del Neolitico e di tegole romane ad incasso

Il territorio di Montechiaro, del monte Denavolo e, più in generale, della val Trebbia furono popolati fin dal Paleolitico, quando la zona di Rivergaro fu raggiunta da gruppi di cacciatori; abbandonata nel periodo post-glaciale, la zona tornò ad essere abitata nel Neolitico, con l'inizio dello sfruttamento agricolo, particolarmente agevole nelle basse terrazze fluviali. Successivamente, nell'età del bronzo ci fu una tendenza degli abitanti di arroccarsi a scopo difensivo in posizioni elevate, che furono popolate anche nei secoli seguenti in prevalenza da popolazioni di ambito ligure.
La presenza umana sul territorio è documentata fin dal V-IV secolo a.C. come testimoniato da alcuni ritrovamenti di frammenti di vasellame in ceramica, probabilmente di origine etrusca, nei pressi della località I Murtùss, situata nelle vicinanze della cima del monte Denavolo. Nella zona di Montechiaro, nelle località di Magnani, Amadei, Case Camia e Rio Soprano, invece, vi furono diversi ritrovamenti di frammenti di anfore, ceramiche e laterizi di epoca romana. Sempre risalente all'epoca romana, nel 1607, come testimoniato dallo storico piacentino Pietro Maria Campi, venne rinvenuta nei pressi della chiesa di Rallio una lapide, andata successivamente dispersa, di iscrizione votiva dedicata alla dea Minerva riportante l'indicazione MINERVAE SANCTISSIMAE DEAE".
Dopo la caduta dell'impero romano, la zona fu soggetta alla dominazione longobarda, a questo periodo risale, nel corso del VIII secolo, in concomitanza con la conversione dei Longobardi dall'arianesimo al cattolicesimo, il culto di sant'Ilario Vescovo a cui sarà successivamente dedicata la chiesa parrocchiale.

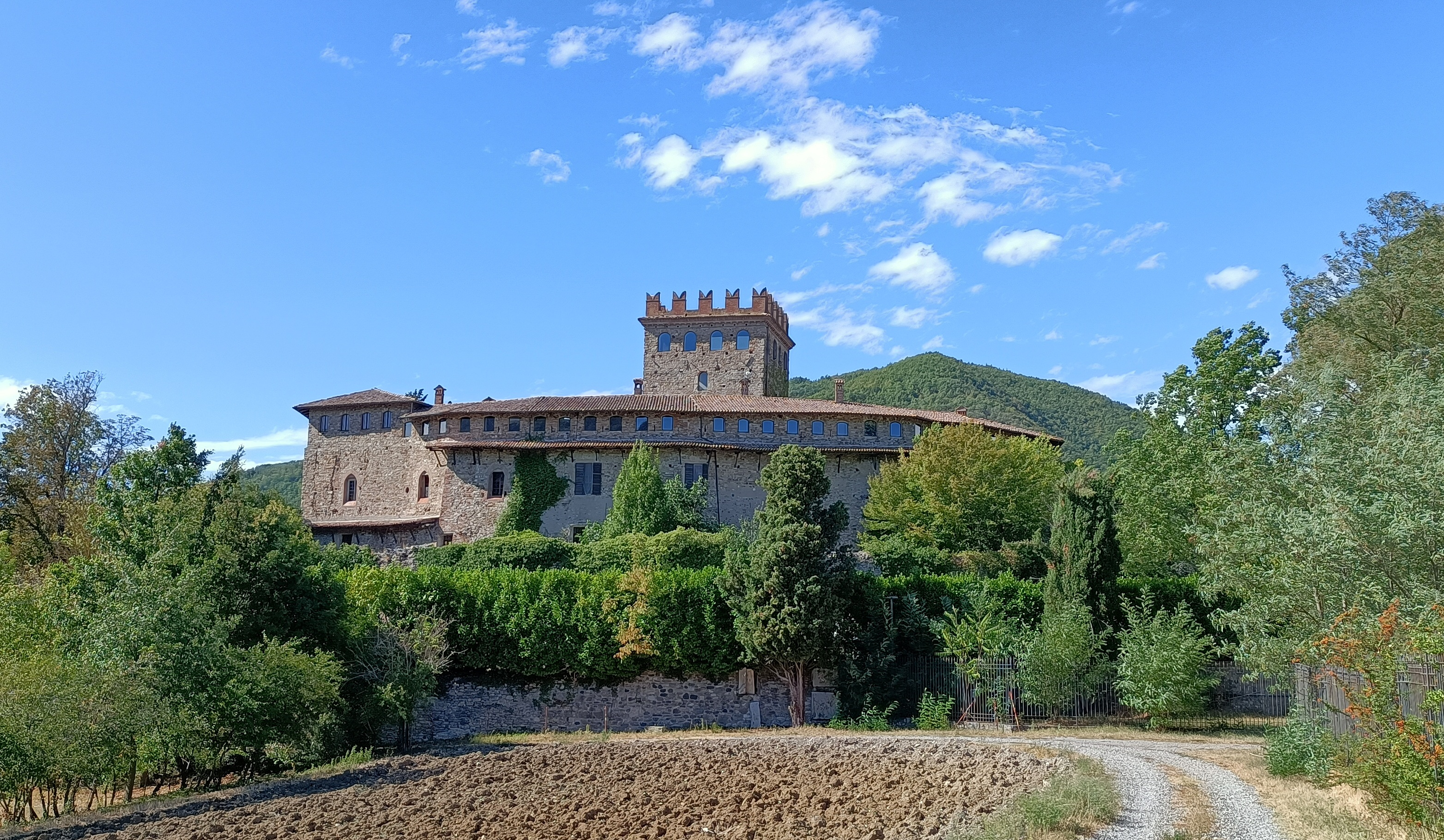
Castello di Montechiaro

Intorno al 1100 fu costruita la chiesa di Sant'Ilario, citata per la prima volta in una pergamena risalente al 1138, e dipendente dalla chiesa plebana di San Pietro in Dugliara, sotto la cui giurisdizione ricadevano un totale di 18 chiese.
Nel 1150 fu costruito il castello di Montechiaro ad opera della famiglia Malaspina, con la funzione di caposaldo lungo la direttrice che dall'Appennino proseguiva verso la pianura. Nel 1234 il maniero fu raso al suolo da parte dei populares piacentini in lotta contro i nobili fuggiti da Piacenza che si erano rifugiati al suo interno.

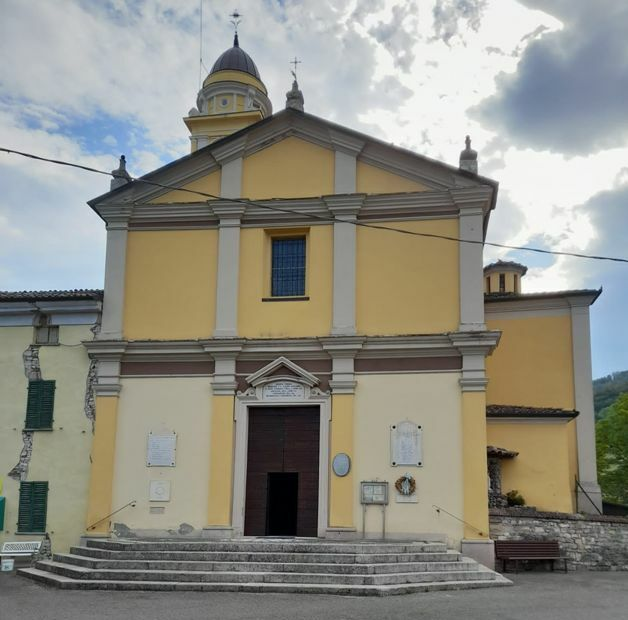
Chiesa parrocchiale di Sant'Ilario

Nei secoli successivi, con la perdita di potere della famiglia Malaspina il castello passò prima ai Quattrocchi e poi, nel 1324, agli Anguissola, famiglia di fede ghibellina alleata dei Visconti.
Nel Cinquecento diverse chiese dipendenti dalla plebana di San Pietro, tra cui Rallio, si resero autonome dando vita a delle parrocchie che, in seguito, furono poste alle dipendenze del vicariato foraneo di Rallio da cui dipendevano le parrocchie di Carmiano, Chiulano, Bicchignano, Viserano, Veano, Fellino, Denavolo e Quadrelli.
Nel 1622 morì, in fama di santità, don Francesco Rivalta, parroco di Rallio dal 1593 che venne ricordato così dallo storico Pietro Maria Campi: “Domenica 26 giugno a hore 14 morì Don Francesco Rivalta, Signore e Rettore di Raglio a Montechiaro, con opinione di molta bontà, piangendo tutti que' contadini non solo di sua Cura, ma d'altri luoghi circonvicini; e fu sepolto nell'Oratorio di S. Francesco, fabricato da esso sul Monte di Raglio ....”.

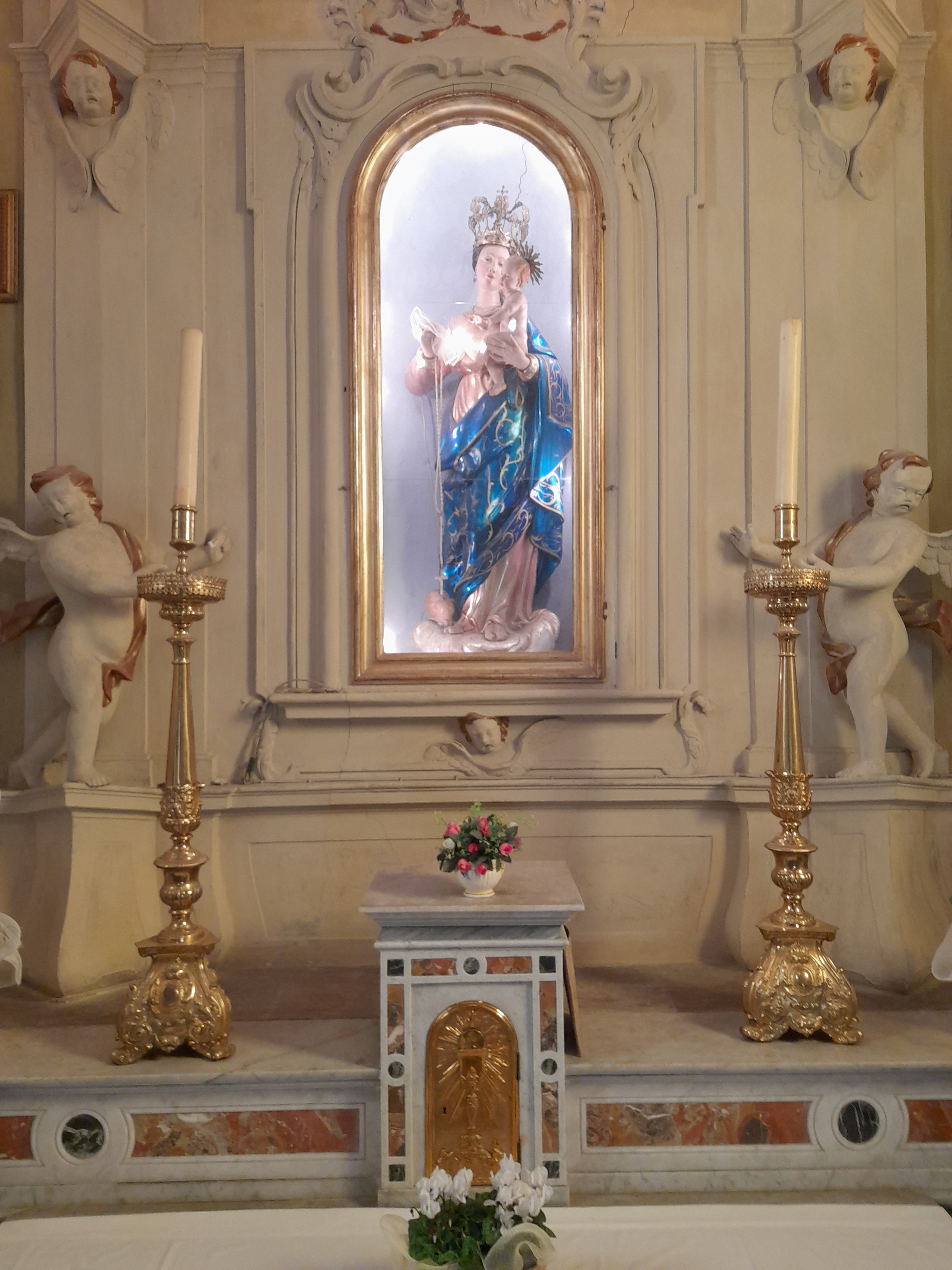
Scultura rappresentante la Madonna con Bambino di Jan Geernaert conservata nella chiesa di Sant'Ilario

La famiglia Anguissola mantenne il possesso del castello di Montechiaro fino al 1652 quando esso fu ceduto al letterato genovese Bernardo Morando.
Nel 1656 il fortilizio fu ereditato da Gian Francesco Morando, che ne avviò lavori di restauro, lasciandolo poi, alla sua scomparsa, al fratello Morando che nel 1686 fece erigere un ponte sul fiume Trebbia nei pressi della località Cisiano con un investimento di quasi un milione di lire piacentine dell'epoca. Il ponte, definito ch'ogni altro eccede in un sonetto di Giacomo Cantelli posto alla base dell'arcata d'ingresso, crollò poi nel 1700. Agli inizi del Settecento risalgono anche i primi tentativi di sfruttamento a scopo estrattivo delle vene petrolifere presenti nella zona di Rallio.
Nei primi anni del Settecento sorse, accanto alla chiesa, “l'Ospizio”, una costruzione che serviva per ospitare un frate predicatore dei cappuccini di Piacenza, il quale ogni anno, accompagnato da un fratello laico, si recava a Rallio e nelle parrocchie del suo vicariato, per predicare durante la Quaresima venendo mantenuto dagli abitanti della zona tramite una questua. Nel 1710 venne a predicare il Quaresimale il cappuccino Clemente da Sabbioneta che riuscì a fondare con tanto di regolamento una numerosa compagnia penitente chiamata Compagnia dei sacchi, poiché durante le funzioni essi vestivano un rozzo saio come i frati.
Nel 1794 Agostino Sordi, originario di Centenaro di Ferriere, si trasferì nella località Acquesio Sotto, situata nei pressi di Rallio: cinque dei suoi sette figli maschi si fecero religiosi nella Compagnia di Gesù. Secondo il cardinale Paolo Dezza, questa fecondità di vocazioni fu testimonianza oltreché dall’educazione famigliare anche dalla santità e serietà dell’ambiente in cui trascorsero la loro infanzia. Dei cinque gesuiti, Domenico e Serafino Sordi diedero un contributo importante alla diffusione del neotomismo, movimento di rinnovamento della filosofia di San Tommaso d'Aquino che, dopo una serie di dibattiti dottrinali, si affermò pienamente nel 1879 con la promulgazione da parte di papa Leone XIII dell'enciclica Aeterni Patris e ribadita nel 1998 da papa Giovanni Paolo II nell'enciclica Fides et Ratio.
Nel 1841 il castello di Montechiaro entrò, per tramite di un'eredità, nelle proprietà della famiglia Casati, a cui succedette poi il professor Schippisi, che nel 1990 lo vendette a sua volta alla famiglia Gattegno.
Nel 1851 divenne parroco di Rallio monsignor Francesco Gasparini, che condurrà la parrocchia per un totale di 56 anni, il quale trovò un edificio piuttosto degradato, come testimoniato da una memoria conservata nell'archivio parrocchiale. Grazie all'iniziativa del parroco e al supporto dei parrocchiani, vennero avviati dei corposi lavori di restauro nell'ambito dei quali furono aggiunti un'antiporta, due confessionali in noce, tre lampadari in cristallo, mentre nel 1867 venne collocato sulla torre un orologio a pesi. A lavori finiti, il parroco annotò all'interno del suo memoriale che la mia chiesa è senza fallo la più bella di questa vallata.
Nel 1873, sempre su iniziativa di monsignor Gasparini, con il contributo dei comuni di Rivergaro e Travo venne realizzato un nuovo cimitero, posto in posizione sopraelevata in sostituzione del precedente che era insufficiente per dimensioni e acquitrinoso. La nuova costruzione fu solennemente benedetta dal vescovo Giovanni Battista Scalabrini nel 1887. Due anni prima, su iniziativa del Gasparini era stata rifatta e dotata di parafulmine la cupola del campanile, distrutta in precedenza da un fulmine; in quell'occasione fu realizzata anche la gradinata in granito davanti al portale della chiesa.

## Monumenti e luoghi d'interesse

### Architetture religiose

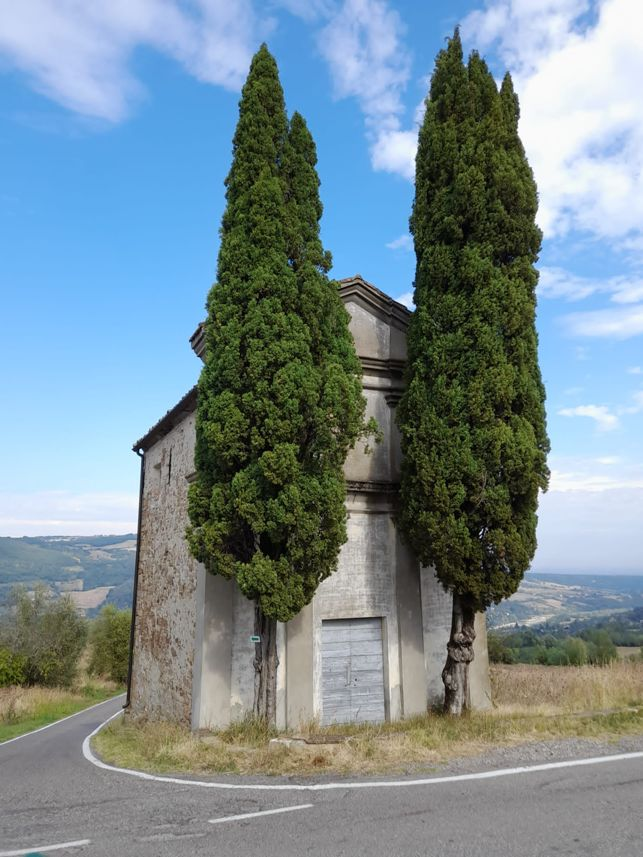
Oratorio di San Giuseppe

Chiesa parrocchiale di Sant′IlarioLa locale chiesa, dedicata al vescovo Ilario di Poitiers, risale ai primi anni del XII secolo e non risulta abbia subito trasformazioni sostanziali dalla sua edificazione. La facciata a capanna, ricostruita in stile neoclassico nel 1794, presenta un sagrato accessibile tramite una scala in pietra formata da cinque gradini, è divisa in tre parti per mezzo di lesene di ordine dorico. Al centro della facciata si trova il portale di accesso di forma rettangolare, decorato con una cornice modanata in pietra e posto al di sotto di un frontone triangolare interrotto, a sua volta sormontato da una grande finestra di forma rettangolare. La torre campanaria, eretta fra il 1830 e il 1840, è alta 37 m ed è dotata di 5 campane. La maggior parte delle pareti interne della chiesa, come testimoniato dal resoconto di una visita pastorale del 1599, erano dipinte con immagini sacre, mentre l'altare, consacrato alla Madonna del Rosario che è a volta e si protende “ultra murum” fuori dal muro della fiancata destra risale alla fine del XVI secolo. Risale alla seconda metà del XVIII secolo la cappella dedicata alla Madonna del Rosario che, come testimoniato da un documento del 1776, presenta decorazioni in stucco in stile barocco, mentre nella nicchia venne collocata una statua in legno della Madonna con Bambino sculpta non ignobili manu (scolpita con abile mano) da Giovanni Gherardi, al secolo Jan Geernaert di Bruges, scultore fiammingo stabilitosi a Piacenza nel 1727, autore anche del gruppo della Crocefissione conservato nella basilica di Santa Maria di Campagna di Piacenza.
Oratorio di S. GiuseppePosto a nord della località di Acquesio, si trova in posizione isolata dalla quale si domina la valle del Trebbia. In origine consacrato a Santa Teresa d'Avila, fu fatto costruire nella prima metà del 1700 su iniziativa del sacerdote Annibale Pastorelli. Ristrutturato nella prima meta del 1900 in seguito ad un crollo nella zona absidale, è proprietà della famiglia Malaspina di Acquesio.

### Architetture militari

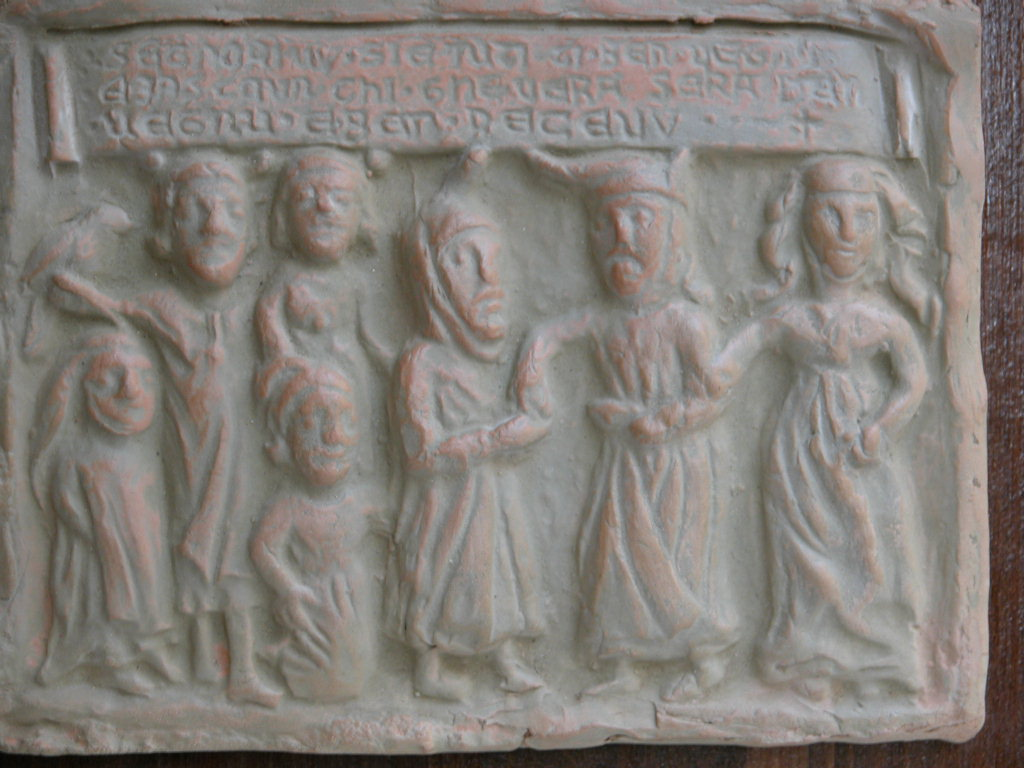
Il benvegnu

Castello di MontechiaroCastello medievale caratterizzato dalla presenza di un dongione centrale e di una triplice cerchia di mura difensive. Sopra la porta d'ingresso si trovava una formella in arenaria, traslata poi ai musei civici di Piacenza, conosciuta come il benvegnu e raffigurante due castellani, marito e moglie, intenti ad accogliere un gruppo di persone. Il bassorilievo risale con ogni probabilità ai primi decenni del XIV secolo. La soprastante scritta è in caratteri gotici e costituisce un raro esempio di didascalia in volgare applicata ad un bassorilievo. Il testo dice: ".:Segnori .vu. sie . tuti . gi benvegnu ./. e zascaun . chi .che. vera . sera . ben ./. vegnu . e ben . recevu..+".

## Cultura

### Musei

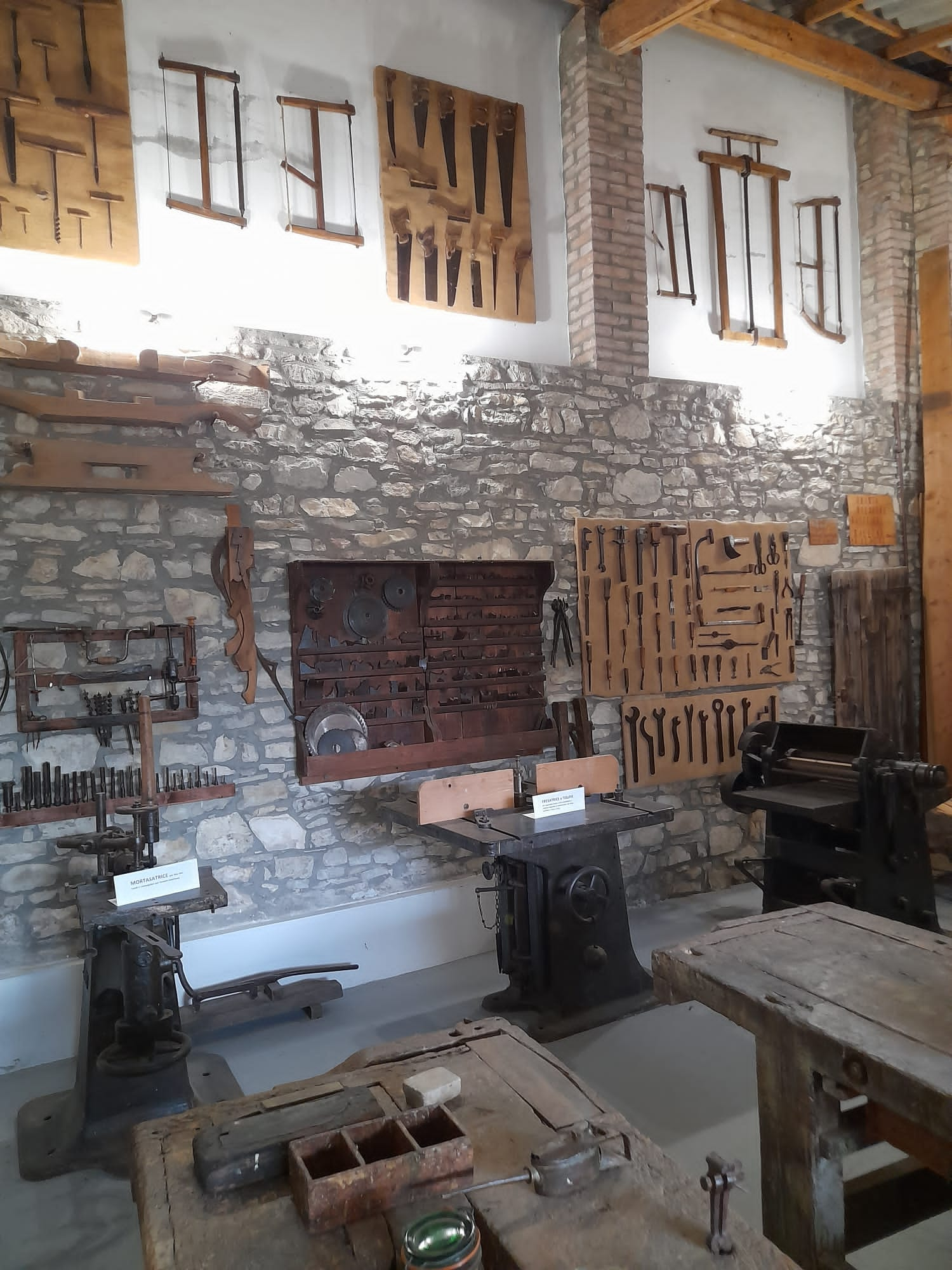
La bottega del falegname di Montechiaro

#### Bottega del falegname di Montechiaro
Nell'abitato di Rallio, nella sede dove erano attivi fin dai primi del Novecento la segheria e il laboratorio dei falegnami ebanisti Giuseppe e Domenico Sordi, è presente il museo bottega del falegname di Montechiaro, nato nel 2014. Qui si fabbricavano attrezzi per l’agricoltura come carri, aratri, botti e tini, utensili per la casa e mobili realizzati in base al gusto dei clienti che potevano orientarsi con l'aiuto di riviste specializzate, alcune delle quali, risalenti agli anni 30 del XX secolo, sono conservate all'interno del museo e possono essere consultate.
All'interno del museo sono esposti diversi attrezzi e macchinari della bottega, da quelli per ricavare le tavole a quelli per lavorarle. Gli attrezzi manuali sono collocati su pannelli suddivisi per funzione: attrezzi per tracciare, per forare, seghe e pialle. Le macchine, che risalgono alla fine dell’Ottocento, sono di fabbricazione tedesca: sono presenti piallatrici a spessore e a filo; la fresatrice, o toupie, con in dotazione una grande quantità di lame sagomate per cornici; la mortasatrice per praticare fori o realizzare asole per incastri; il tornio che, oltre a tornire i pezzi per la fabbricazione dei mobili, serviva anche per ricavare ciotole di legno utilizzate per uso domestico.

## Geografia antropica
Nei pressi di Rallio si trovano diverse località: Casa Amadei, Ceruti e Casa Magnani, poste a sud del castello di Montechiaro, la Palazzia, posta a est della fortificazione, Ceruti, Pozzolo soprano e sottano, Piazzoli, Nicelli, insediamenti di origine agricola risalenti al periodo compreso tra il XVIII e il XIX secolo, Rio Soprano, localizzato a sud-est rispetto a Nicelli e Acquesio.

## Economia

Segnaletica del paese con l'indicazione Paese del petrolio

Sin dagli ultimi anni del XVII secolo, su iniziativa del conte Morando Morandi che aveva notato la presenza di olio di sasso nella valletta del rio Fontana Cavalla, furono avviate le attività estrattive nella zona di Rallio: ad un primo pozzo della profondità di 50 braccia, furono successivamente affiancati altri quattro pozzi profondi fino a 65 braccia da cui veniva estratta una notevole quantità di petrolio che veniva sfruttata prevelentemente per scopi bellici, venendo venduta anche in alcuni paesi europei. Negli anni successivi diverse altre persone iniziarono a scavare ulteriori pozzi nei terreni di loro proprietà tanto da spingere il conte Nicolò Morandi, che era succeduto a Morando, a rivendicare il diritto di esclusiva che gli fu concesso dal Ducato di Milano per mezzo del pagamento annuo di 600 lire piacentine.
L'iniziativa del conte Morando a Montechiaro sancì la nascita dell'industria petrolifera piacentina che successivamente fu di importanza centrale per l'intera industria petrolifera italiana con le attività dell'AGIP nel territorio Piacentino.
In una lettera del 1808 il naturalista Gianbattista Guidotti, titolare della cattedra di chimica dell'Università di Parma, faceva menzione di un petrolio, particolarmente limpido, che si estraeva a Montechiaro. Questa purezza del prodotto permise nel corso dell'Ottocento il suo utilizzo in farmacologia per la preparazione di medicinali utilizzati per curare numerose patologie.
Nel luglio 1903 una grave sciagura funestò un cantiere petrolifero situato nei pressi del castello di Montechiaro: durante la lavorazione del pozzo, quando l'asta di perforazione aveva già raggiunto la profondità di 312 m, due giovani sorelle e un loro cugino chiesero e ottennero di entrare nella baracca dove era installato il generatore di vapore alimentato a legna che azionava il motore della trivella. Proprio in quel momento un'improvvisa eruzione di gas si sprigionò dal pozzo producendo una serie di scoppi accompagnati da alte fiammate che furono uditi anche a diversi chilometri di distanza e che continuarono per diverso tempo, tantoché dopo diversi giorni il pozzo risultava ancora in eruzione. Nell'incidente morirono complessivamente 10 persone, tra cui le due sorelle, mentre il cugino subì gravi ustioni.
Fino al 1930 furono scavati nella zona di Rallio 22 pozzi che garantirono una produzione di 42 t nel 1929 e 30 t nel 1930. Abbandonati negli anni successivi a causa degli scarsi volumi estrattivi, le estrazioni ricominciarono in corrispondenza dello scoppio della seconda guerra mondiale che rese particolarmente importante lo sfruttamento anche di giacimenti dalle limitate capacità produttive; in questo periodo i giacimenti furono anche oggetto di un bombardamento da parte delle truppe alleate. Tra il 1939 e il 1950 furono attivi complessivamente 11 pozzi con una produzione che toccò un massimo annuale di 180 t.
Dopo il 1950, furono aperti tre ulteriori pozzi tra il 1958 e il 1976, tuttavia la produzione rimase sempre piuttosto modesta, con picchi massimi di qualche centinaio di litri per giornata, saltuaria a causa dei tempi tecnici legati all'aumento di pressione del serbatoio dopo un picco estrattivo e con cicli di vita produttivi estremamente brevi. Questo portò all'abbandono dei pozzi, che culminò nella rinuncia alla concessione, avvenuta nel 1990, quando nella zona erano ancora presenti 15 pozzi.
Successivamente alla chiusura, per diversi anni, gli abitanti della zona continuarono a rifornirsi abusivamente dai pozzi superstiti estraendo dai tubi, che ancora erano presenti sul terreno, petrolio che, a causa della qualità raffinata, veniva utilizzato direttamente come carburante al posto della benzina. Gli ultimi pozzi furono poi definitivamente sigillati con il cemento negli anni 1990.